# Wiesengraben (Ruthebach)
Der Wiesengraben ist ein 1,4 km langer, orografisch linker Nebenfluss des Ruthebachs (Mündung bei dessen Bachkilometer 9,2) im nordrhein-westfälischen Halle (Westf.), Deutschland.

## Geographie
Der Wasserlauf entspringt im westlich von Halle gelegenen Gewerbegebiet nördlich der Margarete-Windhorst-Straße auf einer Höhe von etwa 113 m ü. NHN. Zunächst in westliche Richtungen abfließend unterquert der Bach die Straße und umfließt dann in einem Bogen das Gewerbegebiet. Nach einer Fließstrecke von 1,4 km mündet der Bach auf 105 m ü. NHN in den Ruthebach. Bei einem Höhenunterschied von 8 m beträgt das mittlere Sohlgefälle 6,9 ‰. Der Wiesengraben entwässert sein Einzugsgebiet über Ruthebach, Loddenbach und Ems zur Nordsee.